# Clarence Thomas
Clarence Thomas (Pin Point, 23 de junho de 1948) é um juiz associado da Suprema Corte dos Estados Unidos desde 1991. Thomas foi nomeado pelo presidente George H. W. Bush e é o segundo negro a integrar a referida Corte, sendo que o primeiro foi Thurgood Marshall, a quem sucedeu.
Thomas cresceu em Savannah, Geórgia, e foi educado na College of the Holy Cross e na Escola jurídica de Yale. Em 1974, ele foi nomeado procurador-geral assistente no Missouri e praticou direito no mesmo estado no setor privado. Em 1979, ele se tornou um assistente legislativo do senador John Danforth (Republicano) e em 1981 foi nomeado Secretário adjunto dos Direitos civis no Departamento de Educação dos Estados Unidos. Em 1982, o presidente Ronald Reagan nomeou Thomas como membro do Equal Employment Opportunity Commission (EEOC).
Em 1990, o presidente George H. W. Bush indicou Thomas em um assento no Circuito de Cortes de Apelação do Distrito de Columbia. Ele serviu nesse cargo por 16 meses antes de ser nomeado por Bush para ocupar a cadeira do juiz Marshall na Suprema Corte. A confirmação de Thomas foi intensa, envolvendo acusações de que ele havia assediado sexualmente (ou tido um comportamento incomum) com a procuradora Anita Hill, uma subordinada no Departamento de educação e consequentemente no EEOC. O senado confirmou a indicação de Thomas por 52 votos a 48.
Desde que se juntou a corte, Thomas tem tido uma abordagem textualista, buscando manter o que ele vê como o significado original da constituição dos Estados Unidos. Ele é geralmente visto como o membro mais conservador da Corte. Um forte apoiador da segunda e décima emendas da Constituição, Thomas regularmente se aproxima do federalismo de uma maneira defendendo limites ao poder do governo federal e os direitos de governos locais e estaduais. Ao mesmo tempo, suas opiniões geralmente têm apoiado um poder executivo forte dentro do governo federal.

## Primeiros anos e influências
Clarence Thomas nasceu em 1948 em Pin Point, uma pequena comunidade predominantemente negra perto de Savannah fundada por libertos após a Guerra Civil Americana. Ele foi o segundo de três filhos de M.C. Thomas, um fazendeiro, e Leola Williams, uma empregada doméstica. Eles eram descendentes de escravos americanos, e a primeira língua da família foi o gullah. Os ancestrais primeiramente conhecidos de Thomas eram chamados Sandy e Peggy e nasceram aproximadamente no final do século XVIII e eram escravos do plantador do condado de Liberty, na Geórgia, Josiah Wilson. M.C. deixou a família quando Thomas tinha dois anos de idade. A mãe de Thomas trabalhou muito mas, as vezes, recebia apenas centavos por dia. Ela teve dificuldade em por comida na mesa e foi forçada a recorrer a caridade. Após um incêndio deixou a família sem teto, Thomas e seu irmão mais novo, Myers foram levados para morar com seus avós maternos em Savannah. Thomas tinha sete anos quando sua família se mudou para a casa de seu avô materno, Myers Anderson, e de sua esposa, Christine (Hargrove), em Savannah.
Vivendo com seus avós, Thomas apreciou comodidades como água encanada e refeições regulares pela primeira vez em sua vida. Seu avô, Myers Anderson tinha pouca educação formal, mas construiu um negócio de combustíveis próspero que também vendia gelo. Thomas chama o seu avô de "o melhor homem que já conheci." Quando tinha dez anos, Anderson começou a fazer com que sua família trabalhasse todo o dia do nascer ao pôr do sol. Ele acreditava no trabalho pesado e na autossuficiência; ele aconselhou Thomas para "nunca deixar o sol te pegar na cama." O avô de Thomas também fez com que seus netos acreditarem na importância de uma boa educação.
Ele foi criado católico. Ele considerou entrar no celibato aos, dezesseis anos e se tornou o primeiro estudante negro a estudar no seminário de São João Maria Vianney (em Savannah) na Isle of Hope. Em numerosas entrevistas, Thomas declarou que ele deixou o seminário após o assassinato de Martin Luther King Jr., ele declarou que tinha ouvido outro estudante dizer após o tiro, "Bom, espero que o imbecil tenha morrido." Ele achou que a igreja não estava fazendo o suficiente para combater o racismo.
Thomas estudou no colégio Holy Cross em Worcester, Massachusetts,Tendo falado a língua Gullah desde criança, Thomas percebeu na faculdade que ele ainda soou rude apesar de ter sido bom em gramática na escola, e ele escolheu curso de literatura de Inglês "para conquistar o idioma". Na Holy Cross, ele também foi membro da fraternidade Alpha Sigma Nu e da sociedade da chave roxa. Thomas se formou na Holy Cross em 1971 com um A.B. cum laude em literatura inglesa.
Thomas teve uma série de adiamentos da convocação militar, enquanto estava na Holy Cross. Após a formatura, ele foi classificado como 1-A e recebeu um número baixo na loteria, o que indica que ele poderia ser levado para servir no Vietnã. Thomas foi mal em seu exame médico, devido à sua curvatura da coluna vertebral, e não foi alistado. Thomas entrou Faculdade de Direito de Yale, a partir do qual ele recebeu um grau de Juris Doctor (JD) em 1974, graduando-se em direito ao meio de suas aulas.

Thomas lembra-se que seu diploma de Direito de Yale não foi levado a sério por escritórios de advocacia para o qual ele tentou contratação depois de se formar. Ele disse que os potenciais empregados que assumiu foram obtidos por causa de políticas de ação afirmativa. De acordo com Thomas, que estava "perguntas mais difíceis, sutilmente sugerindo que duvidavam que eu era tão inteligente quanto minhas notas indicavam."
Eu tirei um adesivo de quinze centavos de fora de um pacote de charutos e enfiei-o no quadro da minha licenciatura em Direito para me lembrar do erro que eu tinha feito, indo para Yale. Eu nunca mudei minha opinião sobre o seu valor.
Em 1975, quando Thomas leu Race and Economics, um livro escrito pelo economista Thomas Sowell, ele teve uma paixão intelectual pela sua filosofia. O livro criticava as reformas sociais do governo e, em vez disso defendia a ação individual para superar circunstâncias e adversidades. Ele também foi influenciado pelo livro The Fountainhead, e mais tarde recomendou os funcionários a assistirem a versão de 1949 do filme do livro. Thomas disse mais tarde que o romancista Richard Wright tinha sido o escritor mais influente em sua vida; livros de Wright, Native Son e Black Boy "capturaram um monte de sentimentos que você tem dentro de si que você aprender a reprimir. Os conhecimentos de Thomas têm "alguns aprendizados com forte liberalismo".

## Carreira

### Início

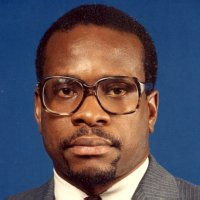
Retrato oficial de Thomas na Official Equal Employment Opportunity Commission

Thomas iniciou a advocacia do Missouri em 13 de setembro de 1974. De 1974 a 1977, Thomas foi um Procurador-geral assistente do Missouri sob o comando do procurador-geral do estado, John Danforth, que conheceu Thomas na escola jurídica de Yale. Thomas era o único negro dos funcionários de Danforth. Como procurador-geral assistente, Thomas trabalhou pela primeira vez na divisão de recursos criminais do escritório de Danforth e mudou-se para a divisão de receitas e impostos. Retrospectivamente, Thomas considera o trabalho de Procurador-Geral Adjunto o melhor trabalho que já teve. Quando Danforth foi eleito para o Senado dos EUA em 1976, Thomas se tornou um advogado da Monsanto Chemical Company, em St. Louis, no Missouri. Ele se mudou para Washington, DC, e voltou a trabalhar para Danforth de 1979 a 1981 como um assistente legislativo que lidava com questões de energia para o Comitê de comércio do Senado. Os dois homens compartilharam um vínculo comum na medida em que os dois tinha estudado para ser ordenados padres (embora em diferentes doutrinas). Danforth deu um apoio fundamental a indicação de Thomas para a Suprema Corte.
Em 1981, ele trabalhou na administração do presidente Ronald Reagan. De 1981 a 1982, ele serviu como Secretário adjunto da Educação do Escritório dos Direitos civis. De 1982 a 1990, ele foi presidente do Equal Employment Opportunity Commission ("EEOC"). O jornalista Evan Welling Thomas caracterizou Thomas como "abertamente ambicioso para conseguir cargos mais altos" durante o seu mandato no EEOC. Como Presidente, ele promoveu uma doutrina de autossuficiência, e parou a abordagem usual do EEOC de processos de discriminação de arquivamento de ação coletiva, em vez de perseguir atos de discriminação individual. Ele também afirmou em 1984 que os líderes negros ficaram "assistindo a destruição da nosso raça" e que eles ficaram " reclamando, reclamando, reclamando" sobre o presidente Reagan em vez de trabalhar com a administração dele para evitar a gravidez na adolescência, o desemprego e o analfabetismo.

### Juiz federal
Em 30 de outubro de 1989, Thomas foi nomeado pelo presidente George H. W. Bush para ocupar uma vaga no Circuito de Cortes de Apelação do Distrito de Columbia que tinha sido desocupado por Robert Bork, apesar dos protestos iniciais de Thomas dizendo que não gostaria de ser um juiz. Thomas ganhou o apoio de outros afro-americanos como o ex-secretário de Transportes William Coleman, mas disse que ao encontrar senadores democratas brancos no Senado dos Estados Unidos, que estava "impressionado com o quão fácil tornou-se para os brancos hipócritas acusar um homem negro de não se preocupar com os direitos civis."
A audiência de confirmação de Thomas ocorreu sem complicações. Ele foi confirmado pelo Senado dos Estados Unidos em 6 de março de 1990, e foi empossado no mesmo dia. Ele desenvolveu bons relacionamentos durante seus dezenove meses na corte federal, inclusive com a colega, Ruth Bader Ginsburg.

## Nomeação e confirmação para a Suprema Corte

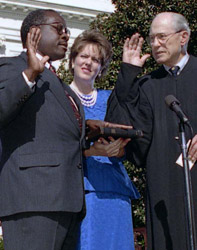
Clarence Thomas sendo empossado por Byron White, enquanto a sua esposa, Virginia Thomas observa.

Após a aposentadoria do juiz associado William Brennan em julho de 1990, Thomas foi um dos cinco candidatos e o favorito da lista do presidente Bush. Entretanto, após consultar os seus conselheiros, Bush decidiu não indicar Thomas, e nomeou o juiz do Primeiro Circuito, David Souter. Quando o juiz associado Thurgood Marshall anunciou a sua aposentadoria, em 1 de julho de 1991, o presidente Bush indicou Clarence Thomas para substitui-lo. Marshall tinha sido o único juiz afro-americano na Suprema Corte. Ao anunciar sua indicação, Bush chamou Thomas de "o (indicado) mais qualificado agora."
Os presidentes dos Estados Unidos dessa época mostravam a lista de potenciais indicações de juízes federais para a American Bar Association (ABA) para uma avaliação de suas qualidades judiciais em uma escala de três níveis, bem qualificado, qualificado e não qualificado. Entretanto, uma reportagem de Adam Liptak do New York Times, dizia que a ABA geralmente tinha posições mais liberais em questões polêmicas, e estudos sugeriam que os candidatos nomeados por presidentes democratas se saiam melhor do que aqueles nomeados por republicanos. Antecipando que a ABA classificaria Thomas pior de que eles pensavam que ele merecia, a Casa Branca e senadores republicanos pressionaram a ABA a dar pelo menos uma classificação de nível médio, e ao mesmo tempo tentaram desacreditar a ABA. A ABA classificou Thomas como qualificado, mesmo assim, com um dos níveis mais baixos de apoio a um indicado a Suprema Corte.
Algumas das declarações públicas de adversários de Thomas prenunciaram a luta pela confirmação de que iria ocorrer. Ambos os grupos de interesse liberais e republicanos na Casa Branca e no Senado fizeram com que a nomeação parecesse com uma campanha política.
O procurador-geral Richard Thornburgh já havia advertido Bush de que a substituição de Thurgood Marshall, que foi amplamente reverenciado como um ícone dos direitos civis, com qualquer candidato que não compartilhasse os pontos de vista dele tornaria o processo de confirmação mais difícil. Os  organizações dos direitos civis e feministas de oposição disseram que a nomeação era baseada parcialmente na crítica a ação afirmativa e suspeitaram que Thomas não apoiou o caso Roe contra Wade.
As conversas formais para a confirmação de Thomas começaram em 10 de setembro de 1991. Thomas foi reticente ao responder a perguntas dos senadores durante o processo de nomeação, recordando o que aconteceu com Robert Bork quando Bork expôs sua filosofia judicial durante suas audiências de confirmação quatro anos antes. Os primeiros escritos de Thomas eram frequentemente referenciados a teoria jurídica de direito natural; durante suas audiências de confirmação Thomas limitou-se à afirmação de que ele considera a lei natural como um "pano de fundo filosófico" à Constituição.

### Alegações de Anita Hill
Próximo a data do fim das conversas de confirmação, vazou para a imprensa uma entrevista do FBI com Anita Hill. Hill, uma procuradora negra, tinha trabalhado para Thomas no Departamento de Educação e foi transferida com Thomas para o EEOC. Depois do vazamento, a votação final foi adiada e as audiências de confirmação foram reabertas.
Hill foi chamada para testemunhar nas conversas de nomeação de Thomas. Ela testemunhou que Thomas tinha feito a ela comentários de natureza sexual, o que ela considerou assédio sexual ou pelo menos, "comportamento que é baixo para um indivíduo que será um membro da Suprema Corte. " o testemunho de Hill incluiu detalhes escabrosos, e alguns senadores a questionaram agressivamente.

Thomas foi chamado de volta ao comitê. Ele negou as acusações, dizendo:
Esta não é uma oportunidade para falar sobre assuntos difíceis em particular ou em um ambiente fechado. Isso é um circo. É uma desgraça nacional. E do meu ponto de vista, como um americano negro, é um linchamento de alta tecnologia para negros "arrogantes" que de alguma forma se dignam a pensar por si próprios, a fazer por si próprios, a ter ideias diferentes, e é uma mensagem que a menos que você se prostre uma velha ordem, é isso que vai acontecer com você. Você será linchado, destruído, caricaturado por um comitê do Senado dos EUA em vez de pendurado em uma árvore.
Ao longo do seu testemunho, Thomas defendeu o seu direito à privacidade. Recusou-se a descrever discussões que ele poderia ter tido fora do local de trabalho em relação à sua vida pessoal, e prometeu que não iria permitir que qualquer pessoa a sondasse. O comitê aceitou seu direito de fazê-lo.
Hill foi a única pessoa a testemunhar nas conversas do senado a ter declarado avanços sexuais não autorizados. Angela Wright, que trabalhou para Thomas no EEOC antes dele demiti-la, não testemunhou, mas apresentou uma declaração escrita alegando que Thomas havia pressionado ela a ter um encontro e tinha feito comentários sobre a anatomia das mulheres. No entanto, ela disse que não sentia que o seu comportamento era intimidante nem ter se sentido assediada sexualmente, embora ela tenha dito que "Algumas outras mulheres podem ter [se sentido dessa forma]". Além disso, Sukari Hardnett, uma ex-assistente de Thomas, escreveu ao comitê do Senado que, embora Thomas não a tenha incomodado, "Se você era jovem mulher negra e razoavelmente atraente, você sabia muito bem que estava sendo inspecionada como uma mulher."
Outras ex-colegas testemunharam em nome de Thomas. Nancy Altman, que dividia o escritório com Thomas no Departamento de Educação, testemunhou que ouviu praticamente tudo o que Thomas disse ao longo de dois anos, e nunca ouviu nenhum comentário sexista ou ofensivo. Altman não achou crível que Thomas pudesse ter se envolvido na conduta alegada por Hill, sem que nenhuma das dezenas de mulheres com quem trabalhou percebesse. O senador Alan K. Simpson questionou porque Hill se encontrou, jantou, e falou por telefone com Thomas em várias ocasiões depois que eles não trabalharam juntos.
Após um extenso debate, o comitê judiciário votou 7–7 no dia 27 de setembro, enviando a indicação ao senado sem uma recomendação. A indicação de Thomas foi confirmada por 52 votos a 48 em 15 de outubro de 1991, a mais acirrada aprovação em mais de um século. A votação final foi de: 41 Republicanos e 11 Democratas votando a favor dele e 46 Democratas e dois Republicanos votando contra ele.
Oito dias depois de Thomas ganhar a confirmação do Senado, em 23 de outubro ele recebeu sua comissão e fez os juramentos constitucionais e judiciais (estabelecidos pela lei federal), tornando-se o 106º membro do Tribunal. Ele foi empossado pelo Juiz Byron White em uma cerimônia inicialmente marcada para 21 de outubro, mas adiada devido à morte da esposa do chefe de justiça William Rehnquist. Thomas foi empossado muitos dias depois da confirmação do senado; este processo foi atrasado pela morte da esposa de Rehnquist.

## Opinião pública
Thomas é visto como um dos juízes conservadores da Corte. Em 2007, Thomas recebeu 1,5 milhão de dólares por escrever o seu livro de memórias, My Grandfather's Son; que se tornou um best-seller.

O biógrafo de Thomas, Scott Douglas Gerber opinou sobre os ataques contra Thomas de críticos como Jeffrey Toobin ter sido incomumente altos. Gerber deu muitas razões, mas a mais importante delas, segundo ele, era a sua cor da pele de Thomas.
Há uma série de explicações para este fenômeno. A primeira é baseada em raça e etnia. Não devemos esquecer que Thurgood Marshall, o antecessor como Associado de Justiça na Suprema Corte de Thomas, e o primeiro afro-Americano indicado, também foi duramente criticado durante o seu processo de nomeação e em seus primeiros dias na Corte. O facto de Justiça Thomas ser negro, sem dúvida, desempenhou um papel semelhante na forma como ele foi avaliado, não importa o quanto podemos odiar admitir isso.
- Scott Douglas Gerber, First principles: the jurisprudence of Clarence Thomas
Gerber delineou outras razões. A segunda razão Gerber atribui, em parte, ao desapontamento dos liberais de que Thomas se afastou das opiniões jurídicas do afro-americano a quem sucedeu, Thurgood Marshall. Outras causas possíveis para a duras críticas a Thomas podem ser a natureza intrinsecamente explosiva de acusações de assédio sexual, a suspeita entre algumas pessoas de que Thomas era inferior durante suas audiências de confirmação, e a crença de alguns círculos de que Thomas tem se beneficiado de programas de ação afirmativa como aqueles que ele criticou como um juiz.
Thomas disse que ele tem uma preferência por funcionários que não tivessem pertencido a Ivy League, embora ele contratou alguns que já pertenceram. Ele é o único entre seus colegas que, as vezes, escolhe funcionários de escolas jurídicas que não são de alto nível, como a Escola jurídica da Universidade de Creighton, Escola jurídica da Universidade George Mason, e da Escola jurídica da Universidade de Utah.
Em 2006, Thomas teve uma avaliação desfavorável de 36% e favorável de 48%, de acordo com Rasmussen Reports.

## Filosofia judicial

### Conservadorismo e originalismo
Thomas é frequentemente descrito como um originalista, ou "textualista", e como um membro da ala conservadora da Suprema Corte. Ele também é geralmente descrito como o membro mais conservador da Suprema Corte, mesmo que outros tenham dado esse título ao juiz Scalia. Scalia e Thomas tinham pontos de vista similares, mas não idênticos, e especialistas especulam sobre o nível em que Scalia pensou que alguns dos pontos de vista de Thomas eram implausíveis.
Thomas também tem sido descrito como um textualista cuja jurisprudência era similar a do Associado de Justiça, Hugo Black, que "resistiu a tendência para criar a política social fora dos panos.'" De acordo com o mesmo comentador, Thomas geralmente se recusa a se envolver no que ele vê como legislar judicialmente, e em vez disso vê o papel constitucional da Corte como sendo a interpretação do direito, em vez da elaboração de leis.

### Votações alinhadas
Thomas, na maioria das vezes, votou o mesmo que o juiz-chefe, William Rehnquist e o juiz-associado Scalia nos primeiros anos na corte. Na média, de 1994 a 2004, Scalia e Thomas tinham uma taxa de 87% de votações favoráveis, o mais alto da corte, seguido de Ginsburg e Souter (86%). A taxa de aceitação de Scalia e Thomas chegou a 98% em 1996.
A sabedoria convencional de que os votos de Thomas e de Antonin Scalia seriam os mesmos, se reflete pela observação de Linda Greenhouse de que Thomas votou com Scalia 91 por cento do tempo durante o mandato de outubro de 2006, e com o juiz John Paul Stevens no mínimo, 36% do tempo. Jan Crawford Greenburg afirma que, até certo ponto, isso é verdade no outro sentido, dizendo que Scalia muitas vezes se juntava com Thomas, em vez de Thomas se juntar com Scalia. As estatísticas compiladas anualmente por Tom Goldstein no SCOTUSblog demonstram que a contagem é específica da metodologia, contando casos não-unânimes onde Scalia e Thomas votado a favor da mesma litigante, independentemente de terem chegado ao mesmo raciocínio. As estatísticas de Goldstein mostram que os dois concordaram plenamente em apenas 74% do tempo, e que a frequência de acordo entre Scalia e Thomas não é tão extraordinária como é muitas vezes mostrado por papéis destinadas a públicos leigos. Por exemplo, em que na mesma lei, Souter e Ginsburg concordavam plenamente em 81% do tempo pelo método de contagem que produz um acordo de 74% entre Thomas e Scalia.
O correspondente de direito, Jan Crawford Greenburg escreveu em seu livro sobre a Suprema Corte que as opiniões contundentes de Thomas mudavam a opinião de "moderados (como Sandra Day O'Connor) mais para a esquerda", mas frequentemente atraía votos de Rehnquist e Scalia.

### Stare decisis
Thomas falou favoravelmente sobre o conceito de stare decisis durante as conversas para sua confirmação, declarando que "O stare decisis dá continuidade ao nosso sistema, e fornece previsibilidade em nossos processos de caso a caso tomando uma decisão, eu acho que é um conceito muito importante e crítico ." Entretanto, de acordo com Antonin Scalia, Thomas "não acredita em stare decisis." Essa avaliação é consistente com o registro de Thomas no tempo de mandato, Thomas pediu anulação e juntou-se anulando precedentes com mais frequência do que qualquer outro associado durante o mandato de Rehnquist.
O professor de direito Michael Gerhardt diz que Thomas tem deixando um amplo espectro de decisões constitucionais intactas. A crença de Thomas no originalismo é forte; ele disse: "Quando confrontados com um choque de princípio constitucional e uma linha de casos não fundamentadas inteiramente divorciada do texto, e da história e estrutura do nosso documento de fundação, não devemos hesitar para resolver a tensão em favor do significado original da Constituição. " Thomas acredita que uma decisão errada pode e deve ser anulada, não importa quantos anos ela tenha.
A professora de direito e atualmente juíza associada da Suprema Corte, Amy Coney Barrett já declarou que Thomas apoia o stare decisis. Seus exemplos citados do apoio incluem a opinião de Thomas no caso Fogerty v. Fantasy (1994).

### Cláusula de comércio
Thomas tem apoiado estritamente a interpretação da Corte da Cláusula Constitucional de Comércio Interestadual (que é muitas vezes chamada simplesmente de "Cláusula de Comércio") para limitar o poder federal. Ao mesmo tempo, Thomas interpretou amplamente a imunidade soberana dos Estados de processos judiciais ao abrigo da cláusula do comércio.
Nos casos Estados Unidos contra Lopez e Estados Unidos contra Morrison, a Corte considerou que o Congresso não tinha poder sob a Cláusula de Comércio para regular as atividades não comerciais. Nestes casos, Thomas escreveu um parecer favorável em separado argumentando para o significado original da Cláusula de Comércio. Posteriormente, no caso Gonzales contra Raich, a Corte interpretou a Cláusula de Comércio Interestadual combinado com a Cláusula do necessário e apropriado para capacitar o governo federal para prender, julgar e aprisionar pacientes que usaram maconha cultivada em casa para fins medicinais, mesmo quando a atividade é legal nesse estado em particular. A dissidência de Thomas no caso, mais uma vez defendendo o significado original da Cláusula de Comércio.
Thomas e Scalia tinha rejeitado a noção de uma Cláusula de Comércio Dormant, também conhecida como a "Cláusula de Comércio Negativa". Essa doutrina barra a regulação comercial do estado mesmo que o Congresso ainda não tenha deliberado sobre o assunto.
No caso Lopez, Thomas expressou a sua opinião de que a regulamentação federal sobre a fabricação ou a agricultura é inconstitucional; ele vê tanto como fora do âmbito de aplicação da cláusula do comércio. Ele acredita que os legisladores federais têm sobrecarregado a Cláusula de Comércio, enquanto alguns de seus críticos argumentam que a posição de Thomas na autoridade do Congresso invalidaria a maior parte do trabalho contemporâneo do governo federal. De acordo com Thomas, não é o trabalho da Corte atualizar a Constituição. Os proponentes do amplo poder nacional, como o professor Michael Dorf negam que eles estão tentando atualizar a Constituição. Em vez disso, eles argumentam que eles estão apenas abordando um conjunto de factos econômicos que não existiam quando a Constituição foi enquadrada.

### Poder executivo, federalismo e estatutos federais

#### Poder executivo
Thomas argumenta que o poder executivo possui a autoridade abaixo da Constituição e dos estatutos federais. No caso Hamdi contra Rumsfeld, ele foi o único associado de justiça que concordou com o Quarto Circuito que o Congresso tinha competência para autorizar a detenção do Presidente aos cidadãos norte-americanos que são combatentes inimigos. Thomas concedia ao governo federal as "mais fortes presunções" e disse que "devido o processo requerer nada mais do que uma boa-fé da determinação executiva" para justificar a prisão de Hamdi, um cidadão americano.
Thomas também foi um dos três juízes que votaram contra no caso Hamdan contra Rumsfeld, que considerou que as comissões militares criadas pelo governo Bush para os detidos na Baía de Guantánamo precisariam da autorização do Congresso, e considerou que as comissões em conflito com o Código Uniforme da Justiça Militar (UCMJ) e "pelo menos" o Artigo Comum 3 da Convenção de Genebra. Thomas argumentou que Hamdan foi um combatente ilegal e, portanto, não era protegido pela Convenção de Genebra, e ele concordou com Scalia que a Corte foi "manifestamente errada" na sua declaração de jurisdição neste caso.

#### Federalismo
O Federalismo era um tema central da agenda da Corte de Rehnquist. Thomas consistentemente votou por emendas que aumentavam a autoridade do governo, em casos que envolviam os limites do federalismo sobre os poderes enumerados do Congresso. De acordo com a professora de direito, Ann Althouse, a corte ainda devem observar "a visão mais ampla com mais respeito aos princípios do federalismo proposta pelo Associado Thomas."
No caso Foucha contra Luisiana, Thomas dissentiu da maioria que pedia a remoção de uma instituição mental de um prisioneiro que tinha se tornado são. A Corte determinou que o estatuto de Louisiana violava a Due Process Clause. Dissentindo, Thomas declarou a questão como um assunto do federalismo. No caso Estados Unidos contra Comstock, Thomas deu um voto dissidente argumentando para a libertação de um ex prisioneiro federal do Tratamento involuntário, mais uma vez com base no federalismo. No caso U.S. Term Limits, Inc. v. Thornton, ele foi o autor da dissidência que defendia os limites de prazo para os candidatos da Câmara e do Senado Federal como um exercício válido do poder legislativo do estado.

#### Estatutos federais
A partir de 2007, Thomas foi o juiz associado mais disposto a exercer o controle judicial das leis federais, mas esteve entre os menos propensos a derrubar leis estaduais. De acordo com um editorial do New York Times, "De 1994 a 2005 ... o Associado de Justiça Thomas votou para derrubar leis federais em 34 casos e o associado Scalia, em 31, em comparação com apenas quinze do associado Stephen Breyer. "
Em 2009, no caso Northwest Austin Municipal Utility District No. 1 v. Holder, Thomas foi o único dissidente, votando a favor de acabar com a seção 5 da Lei de 1965 de direitos do voto. A Seção 5 exige que os Estados com um histórico de eleitores com discriminação racial, principalmente estados do velho Sul obterem autorização do Departamento de Justiça quanto a revisão dos procedimentos eleitorais. Embora o Congresso havia reautorizado a Seção 5, em 2006, por mais 25 anos, Thomas disse que a lei não era mais necessária, apontando que a taxa de votação era maior em sete dos estados afetados pela Seção 5 do que a média nacional. Thomas disse que "a violência, a intimidação e os subterfúgios que levaram o Congresso a aprovar a secção 5 e este tribunal a defende-la já não permanecem."

### Carta de Direitos

#### Primeira Emenda
Entre os nove juízes, Thomas foi o segundo maior apoiador da Liberdade de Expressão (atrás de David Souter), em 2002. Ele votou a favor da Primeira Emenda em casos envolvendo uma variedade de questões cases, incluindo pornografia, Financiamento de Campanhas, panfletagem política, o discurso religioso, e o discurso comercial. Thomas declarou a sua crença de que todos os limites a contribuição de companhas eleitorais eram inconstitucionais, e deveriam não existir. Thomas votou com a maioria no caso Cidadãos Unidos contra FEC.
Entretanto, em algumas ocasiões, ele discordou dos defensores da liberdade de expressão. Por exemplo, ele votou contrariamente no caso Virginia v. Black, um caso que acabou com uma lei do estado da Virgínia que proibia a queima de cruzes. No caso Morse v. Frederick, ele argumentou que os discursos de estudantes de escolas públicas eram limitados.
Thomas votou a favor na decisão do caso Ashcroft v. ACLU, que decidiu que a Lei da Proteção da Criança Online poderia (ou não) ser constitucional. O governo foi proibido de aplicá-la, enquanto se aguardava um novo processo nos tribunais inferiores. Thomas escreveu acordos no caso Mclntyre v. Ohio Elections Commission (1995) e Estados Unidos contra Playboy (2000).
O professor de direito e antigo estagiário de Thomas, John Yoo disse que Thomas apoia a presença de grupos religiosos na vida pública. Thomas diz que a Cláusula de Estabelecimento da primeira emenda ("O Congresso não fará nenhuma lei que respeita um estabelecimento da religião") "é melhor entendida como uma provisão do federalismo e que protege os estados da interferência federal, mas não se aplica a nenhum direito individual."
No caso Elk Grove Unified School v. Newdow e em Cutter v. Wilkinson, Thomas escreveu que apoiava a Cláusula de Livre Exercício, texto no qual diz que: "protege claramente um direito individual." Ele disse que "nenhuma lei violaria a Cláusula  de Estabelecimento iria violar a Cláusula de Livre exercício.
Thomas declarou que "faz pouco sentido incorporar a Cláusula de Estabelecimento vis-à-vis com os estados pela Décima Quarta Emenda" e no caso Cutter, ele escreveu que: "O texto e a história da Cláusula podem muito bem apoiar a visão de que a cláusula não é incorporada contra os Estados precisamente porque a cláusula blinda estabelecimentos públicos da interferência do Congresso."

#### Segunda Emenda
Thomas concordou com a decisão da corte no caso McDonald contra Chicago (2010) dizendo que a Segunda Emenda eram aplicáveis aos governos local e estadual, mas Thomas escreveu uma declaração separada dizendo que o direito individual de portar armas era fundamental como um privilégio dos cidadãos americanos sob a Cláusula de Privilégios ou Imunidades. Os quatro juízes que tinham diversas opiniões especificamente rejeitaram a incorporação sob a cláusula dos Privilégios ou Imunidades, "recusando-se a derrubar" o equilíbrio da Slaughter-House Cases, em que, de acordo com os juízes, tinha assegurado que a cláusula eram apenas aplicada a questões federais.

#### Quarta Emenda
Nos casos em relação a Quarta Emenda, que proíbe buscas e apreensões, Thomas muitas vezes favoreceu sua polícia sobre os réus. Por exemplo, a sua opinião para o Tribunal de Justiça no Conselho de Educação contra Earls autorizou o teste de drogas para os alunos envolvidos em atividades extracurriculares, e ele escreveu novamente para a Corte em Samson contra Califórnia, permitindo buscas aleatórias na casa de prisioneiros em liberdade condicional. Ele votou dissidentemente no caso Geórgia contra  Randolph, que proibiu buscas sem mandado, argumentando que o caso foi controlado por decisão da Corte no caso Coolidge contra Nova Hampshire. Embora ele expresse dúvidas de que os casos foram decididos corretamente, ele concluiu que uma vez que os litigantes do caso na advocacia não tenham sido informados ou argumentando que os casos anteriores pudessem ser anulados, ele acreditava que a Corte deveria assumir a sua validade e decidir em conformidade. Há contraexemplos: ele votou majoritariamente no caso Kyllo contra Estados Unidos, que considerou que o uso da tecnologia de imagem térmica para investigar a casa de um suspeito, sem um mandado, violava a Quarta Emenda.
Nos casos que envolviam escolas, Thomas defendeu um maior respeito à doutrina in loco parentis, que ele define como "os pais delegando para professores a sua autoridade para disciplinar e manter a ordem." Sua dissidência em Safford Unified School District v . Redding ilustra a aplicação desse postulado no contexto da Quarta Emenda. Os funcionários da escola, no caso Safford havia uma suspeita razoável de que Savana Redding, com treze anos, distribuiu ilegalmente drogas que poderiam ser utilizadas apenas com receita médica. Todos os juízes concordaram que era, portanto, razoável para os funcionários da escola procurarem Redding, e a principal questão para a Corte foi apenas se a pesquisa foi longe demais, tornando-se um baculejo ou alguma coisa semelhante. Todos os juízes, exceto Thomas concluíram que esse tipo de busca violava a Quarta Emenda, Thomas declarou que "Havia uma suspeita razoável de que Radding tinha posse de drogas, a violação destas políticas, portanto, justificava uma busca que se estende a qualquer área onde as pequenas pílulas poderiam estar escondidas." Thomas disse, "(que) aqui pode haver dúvida de que um pai teria a autoridade para realizar a busca."

## Abordagem aos argumentos orais
Thomas é conhecido por sua reticência durante as alegações orais, A partir de 22 de fevereiro de 2006, quando ele fez uma pergunta durante um caso de pena de morte, Thomas não tinha perguntado nada durante dez anos, finalmente fez uma pergunta em 29 de fevereiro de 2016, no que diz respeito sobre se as pessoas condenadas por violência doméstica deveriam ser permanentemente impedidas de possuir armas de fogo. Ele também ficou sem falar em nenhum caso durante sete anos, em qualquer contexto, finalmente quebrando esse silêncio em 14 de janeiro de 2013, quando ele fez piada dizendo que um diploma de direito de Yale poderia ser uma prova de incompetência. Ele deu muitas razões para seu silêncio, incluindo a autoconsciência sobre como ele falava, uma preferência para ouvir aqueles que defendiam o caso e dificuldade em obter uma palavra. Os hábitos de falar e escutar de Thomas podem ter sido influenciados pelo seu conhecimento da língua Gullah, um período em que o seu Inglês foi considerado relativamente rude.
Em 2000, ele disse a um grupo de estudantes do ensino médio que "se você esperar muito tempo, alguém vai fazer sua pergunta". Embora ele raramente falasse do próprio mandato, o próprio Thomas reconheceu que durante a sua sustentação oral, ele às vezes passava notas para seu amigo e colega o Associado de Justiça, Stephen Breyer, que, em seguida, fazia perguntas em nome de Thomas.
Em novembro de 2007, ele fez uma audiência na Faculdade Hillsdale: "Meus colegas deveriam se calar!" e mais tarde explicou, "Eu não acho que para julgar, e para o que estão fazendo, todas essas perguntas são necessárias." Thomas não é o primeiro associado de justiça que fica quieto. Nos anos 1970 e 1980, os juízes William J. Brennan, Thurgood Marshall, e Harry Blackmun eram geralmente quietos. Entretanto, o silêncio de Thomas destacou-se na década de 1990 enquanto os outros oito juízes questionavam ativamente. O correspondente da Suprema Corte do The New York Times, Adam Liptak, declarou que o silêncio de Thomas foi uma pena, dizendo que ele tinha uma "filosofia jurídica distinta e um fundo totalmente diferente da de qualquer outro associado" e aquelas que ele fez nos anos de 2001 e 2002 foram "principalmente boas perguntas, vivas e pontiagudas." Jeffrey Toobin, escrevendo no The New Yorker, chamou o silêncio de Thomas de "degradante", um comportamento que "foi de curioso para bizarro e depois para constrangedor, para ele mesmo e para seus colegas". Ele acusou de "não prestar atenção" aos argumentos e disse que ele é "desrespeitoso" com seus colegas, "diminuindo" a Corte e que os cidadãos americanos não deviam confiar nele.

## Vida pessoal
Em 1971, Thomas se casou com Kathy Grace Ambush. Eles tiveram um filho chamado Jamal Adeen. Em 1981, eles se separaram e em 1984 oficializaram o divórcio. Em 1987, Thomas se casou com Virginia Lamp, uma lobista e assistente do congressista republicano Dick Armey. Em 1997, eles cuidaram de seu sobrinho-neto de seis anos de idade, Mark Martin, Jr., que viveu com sua mãe em habitação pública de Savannah.
A esposa de Thomas continuou ativa na política conservadora, servindo como consultora da Heritage Foundation, e como fundadora e presidente da as Liberty Central. Em 2011, a esposa de Thomas saiu da Liberty Central para abrir uma organização de Lobby conservadora devido a sua "experiência e conexões, se encontrando com congressistas republicanos recentemente eleitos e se descrevendo como "embaixadora do Tea Party". Também em 2011, 74 membros democratas do congresso escreveram que Thomas deveria se abster em casos envolvendo o Affordable Care Act, devido a "aparência de conflito de interesses" baseado no trabalho da esposa de Thomas.
Thomas se reconciliou com a Igreja católica na metade dos anos 1990. Na sua autobiografia de 2007, ele criticou a igreja por sua falha em lutar contra o racismo durante o movimento dos direitos civis nos anos 1960, dizendo que ela não era "tão inflexível sobre acabar com o racismo como em de acabar com o aborto agora". Thomas é um dos quinze juízes católicos — de um total de 114 — da história da suprema corte, e um dos seis que estão atualmente na Corte.
Thomas tem a reputação de ser um homem afável e bem-humorado que é extremamente popular entre seus amigos e colegas. De acordo com o escritor Jeffrey Toobin, "juízes colegas, funcionários judiciais, policiais, trabalhadores da cafeteria, faxineiros, todos se deleitam com boa natureza efusiva de Thomas. Sua risada frequentemente perfura o silêncio dos corredores silenciosos da Corte." Ele era particularmente próximo do colega (e opositor ideológico) Stephen Breyer, e os dois frequentemente vistos nas argumentações orais da Corte sussurrando, rindo e trocando notas.
Em janeiro de 2011, o grupo de advocacia liberal Common Cause reportou que entre 2003 e 2007 Thomas falhou em divulgar o lucro de US$ 686 589 da sua esposa na Heritage Foundation. Na semana seguinte, Thomas declarou que a não proximidade dos lucros da esposa tinham sido "inadvertidamente omitidas devido a um mal-entendido sobre as instruções de preenchimento".